# United Steelworkers
Métallurgistes unis d'Amérique
United Steelworkers (Métallurgistes unis), connu aussi au Québec sous le nom de Syndicat des métallos, est une organisation syndicale américaine avec des ramifications internationales. Au Québec, les métallos sont affiliés à la Fédération des travailleurs du Québec.

## Historique
Le syndicat a été fondé en 1942.
Le fonds d'archives du Syndicat des métallurgistes unis d'Amérique - district n° 5 est conservé au centre d'archives de Montréal de Bibliothèque et Archives nationales du Québec. 